# Bosque Samur
El Bosque Samur ( en idioma lezgiano:Самурдин там) es una variedad de bosques de lianas moderadamente subtropicales relictos en Rusia, ubicados en el distrito Magaramkentsky de Daguestán, a unos 200 km al sureste de Majachkalá y en el raión de Xaçmaz de Azerbaiyán. El nombre está asociado con su ubicación en el delta del río Samur.

## Geografía
El territorio forestal está dividido entre Rusia y la parte norte de Azerbaiyán. En Rusia, el Bosque Samur está ubicado en el sureste de Daguestán y es parte de la Reserva Natural del Estado Samur con un área de 11,200 hectáreas, que tiene 7 asentamientos rurales y 3 puestos fronterizos.  En Azerbaiyán, el territorio del bosque está incluido en el Parque nacional de Samur-Yalama con un área de 11772.45 hectáreas, que también tiene al menos 9-10 asentamientos. En el lado este está bañado por el mar Caspio.

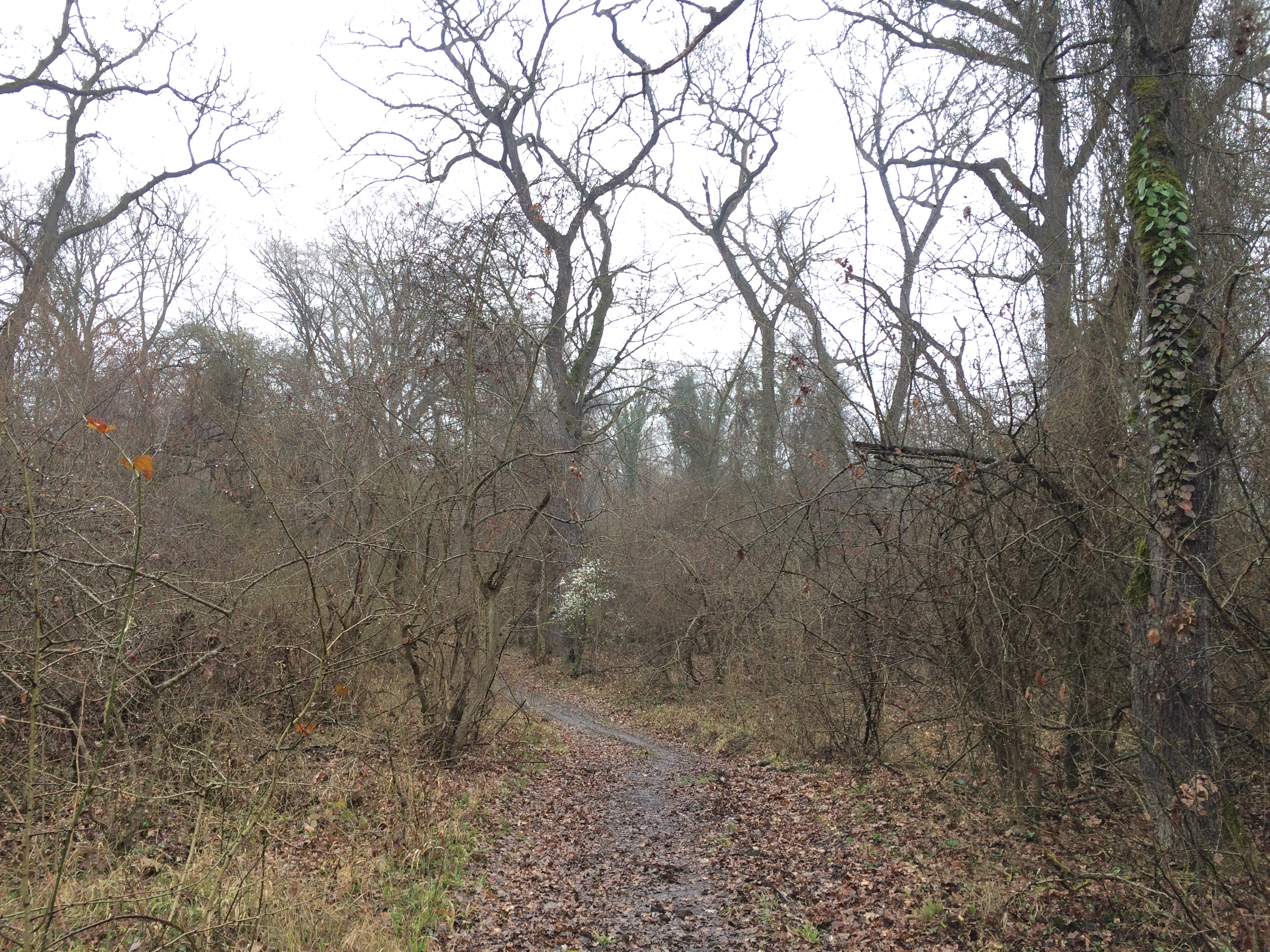
Bosque Samur
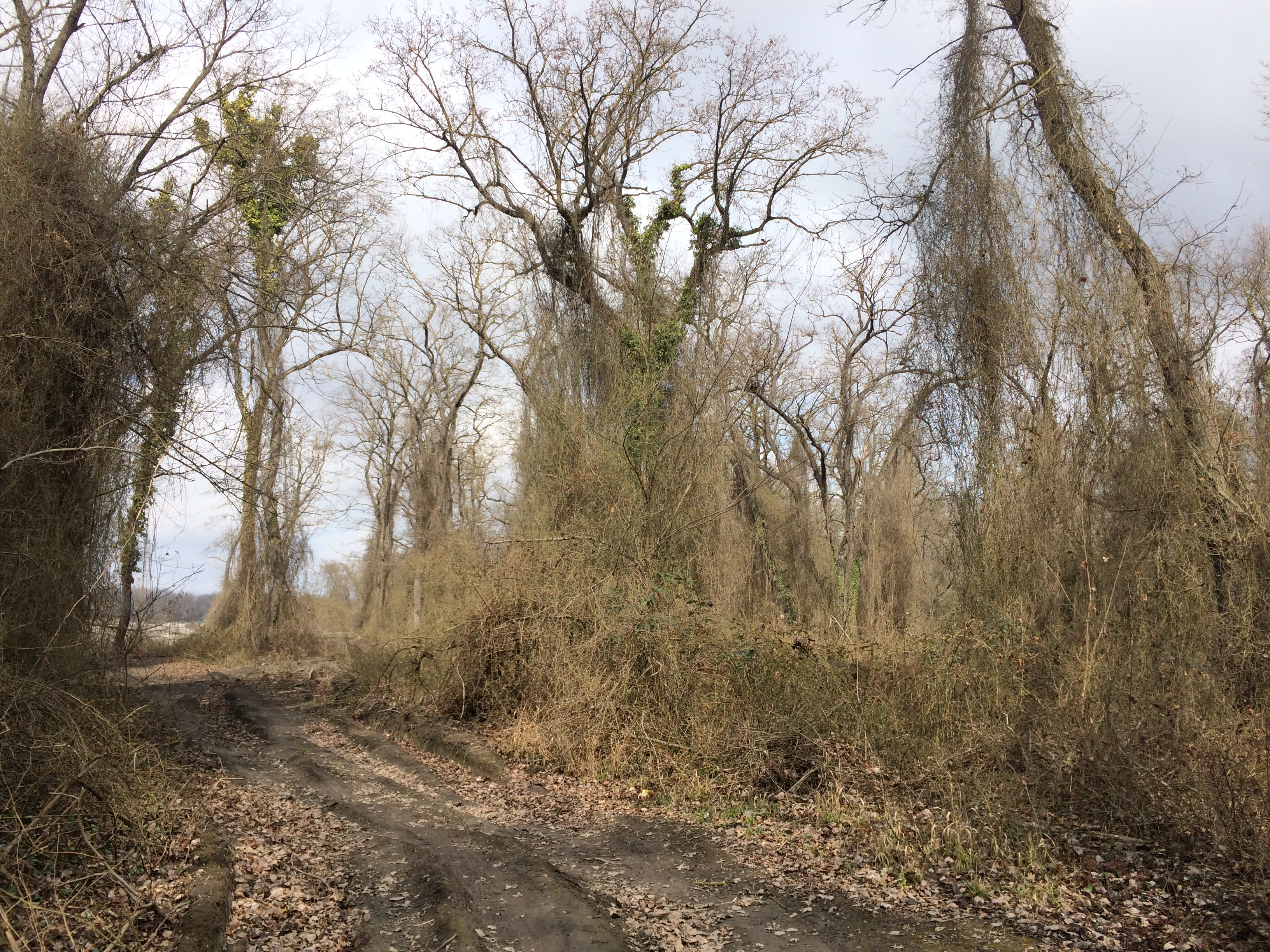
Arbustos de liana

## Naturaleza
El bosque de Samur es un bosque templado subtropical de lianas, uno de los últimos bosques relictos del tipo hyrcanic. Miles de especies de plantas crecen en él, algunas de las cuales figuran en el Libro rojo de especies amenazadas de Rusia. Hay aproximadamente 450 especies de animales vertebrados,  decenas de miles de invertebrados. Se han registrado 51 especies de aves raras y en peligro de extinción.
Algunas de las especies raras:
- Plantas: Nelumbo nucifera, Sternbergia lutea, Ophrys: Ophrys oestrifera o Ophrys caucasica.
- Invertebrados:Lucanus cervus, Cerambycidae, Papilio machaon, Iphiclides podalirius, Utetheisa pulchella o Bolivaria brachyptera
- Mamíferos: Lutra lutra, Felis chaus, Barbastella barbastellus o Felis silvestris.
- Aves: Haliaeetus albicilla, Plegadis falcinellus, Pelecanus crispus, Falco peregrinus, Circaetus gallicus, Glareola pratincola, Glareola nordmanni, Ciconia nigra, Phoenicopterus, Clanga pomarina, Oxyura leucocephala, Aythya nyroca o Porphyrio porphyrio.
- Reptiles y anfibios: Testudo graeca, Dolichophis schmidti o Pelobates syriacus.